# نجمية المظهر (شوكيات الجلد)
نجمية المظهر (الاسم العلمي: Asteropsis)، جنس من شوكيات الجلد تتبع فصيلة نجميات المظهر.
توجد أنواع هذا الجنس في المحيط الهندي والمحيط الهادئ. حدث توزيع لهذه الأنواع في منطقة الهندو مالايو، ومنه انتقلت إلى منطقة شمال أستراليا وجنوب الصين وتايوان.
الأنواع
- Asteropsis carinifera (Lamarck, 1816)
- Asteropsis lissoterga (Benham, 1911)